# Општина Моисеј (Марамуреш)
Моисеј (рум. Moisei) општина је у Румунији у округу Марамуреш.
Oпштина се налази на надморској висини од 565 m.